# Coeliinae
Coeliinae – podplemię roślin z rodziny storczykowatych (Orchidaceae). Obejmuje 1 rodzaj i 5 gatunków występujących w Ameryce Środkowej.

## Systematyka
Podplemielemię sklasyfikowane do plemienia Epidendreae, podrodziny epidendronowych (Epidendroideae) w rodzinie storczykowatych (Orchidaceae), rząd szparagowce (Asparagales) w obrębie roślin jednoliściennych.
Wykaz rodzajów
- Coelia Lindl.